# Ilja Iluszyn-Edelman
Ilja Izrailewicz Iluszyn-Edelman (ros. Илья Израилевич Илюшин-Эдельман, ur. 15 października?/27 października 1897 w miasteczku Worońkowo w guberni kijowskiej, zm. 10 lipca 1974 w Moskwie) – funkcjonariusz radzieckich organów bezpieczeństwa, generał major.

## Życiorys
Syn żydowskiego stolarza, 1912 skończył dwuklasową szkołę rzemieślniczą w Kijowie, w latach 1916-1917 w Tyflisie, później ponownie w Kijowie, od 1919 (lub od 1929) członek RKP(b). W lutym 1919 wstąpił do Czeki, funkcjonariusz Czeki/GPU Ukraińskiej SRR, 1925-1929 zastępca szefa oddziału Okręgowego Oddziału GPU w Kijowie, 1929-1930 szef oddziału Okręgowego Oddziału GPU w Dniepropietrowsku, od października 1930 do czerwca 1931 szef Wydziału Tajnego 4 Sektora GPU Ukraińskiej SRR, od czerwca do października 1931 szef Wydziału Tajno-Politycznego 8 Sektora GPU Ukraińskiej SRR, od października 1931 do lutego 1934 szef Wydziału Tajno-Politycznego Pełnomocnego Przedstawicielstwa OGPU Ukraińskiej SRR, od lutego 1934 do lipca 1935 szef Wydziału Tajno-Politycznego Obwodowego Oddziału GPU/NKWD w Kijowie. Od 22 lipca 1935 do 8 czerwca 1936 zastępca szefa okręgowego oddziału NKWD w Kamieńcu Podolskim, od 23 marca 1936 starszy porucznik bezpieczeństwa państwowego, od 8 czerwca 1936 do 1 czerwca 1937 pomocnik szefa Oddziału 3/zastępca szefa Oddziału 6 Wydziału Tajno-Politycznego Głównego Zarządu Bezpieczeństwa Państwowego, od 1 czerwca 1937 do 1 czerwca 1938 szef Oddziału 13 Wydziału 4 (Tajno-Politycznego) Głównego Zarządu Bezpieczeństwa Państwowego, od czerwca do września 1938 szef Oddziału 3 Wydziału 4 Zarządu 1 NKWD ZSRR, od października 1938 do 1 stycznia 1940 szef Oddziału 3/pomocnik szefa Wydziału 2 Głównego Zarządu Bezpieczeństwa Państwowego, od 25 kwietnia 1939 major bezpieczeństwa państwowego. Od 1 stycznia 1940 do 27 lutego 1941 zastępca szefa Wydziału 2 Głównego Zarządu Bezpieczeństwa Państwowego, od 27 lutego do 13 sierpnia 1941 szef Wydziału 6 Zarządu 3 NKGB ZSRR, od sierpnia 1941 do 16 maja 1943 zastępca szefa Zarządu 3 NKWD ZSRR, 14 lutego 1943 awansowany na komisarza bezpieczeństwa państwowego. Od 16 maja 1943 do 15 czerwca 1946 szef Wydziału 2 Zarządu 2 NKGB/MGB ZSRR, równocześnie od 20 maja 1943 do 15 czerwca 1946 zastępca szefa Zarządu 2 NKGB/MGB ZSRR, 9 lipca 1945 mianowany generałem majorem. Od 7 sierpnia 1946 do 27 marca 1950 zastępca szefa Zarządu 5 MGB ZSRR, następnie przeniesiony do rezerwy, a w kwietniu 1950 odesłany na emeryturę. 13 lutego 1953 aresztowany, 4 lipca 1953 zwolniony.

## Odznaczenia
- Order Lenina (21 lutego 1945)
- Order Czerwonego Sztandaru (3 listopada 1944)
- Order Czerwonej Gwiazdy (dwukrotnie - 26 kwietnia 1940 i wrzesień 1945)
- Order „Znak Honoru” (20 września 1943)
- Odznaka "Honorowy Funkcjonariusz Czeki/GPU (XV)" (20 grudnia 1932)

I 9 medali.